# Liên minh dân chủ châu Âu
Liên minh Dân chủ châu Âu (tiếng Anh: European Democrat Union, viết tắt: EDU) là một cánh trong hai cánh của Liên đoàn Dân chủ Quốc tế. Liên minh này bao gồm các chính đảng theo khuynh hướng Dân chủ Kitô giáo và Tự do-Bảo thủ cùng các chính đảng khác.
Hầu như tất cả những thành viên của EDU đều là thành viên của Đảng Nhân dân Châu Âu (EPP) (ngoại trừ những thành viên của Đảng Bảo thủ Anh Quốc). Nhưng Đảng Bảo Thủ tại nước Anh liên minh với EPP trong Nghị Viện Châu Âu tạo thành nhóm EPP-ED.
Cuối năm 1990, Sauli Niinistö - một chính trị gia của Đảng Bảo thủ Phần Lan và lúc đó giữ cương vị Chủ tịch EDU - đã đàm phán về việc hợp nhất EDU với EPP. Tháng 10 năm 2002, sau một hội nghị đặc biệt tại Estoril, Bồ Đào Nha, EDU đã chính thức chấm dứt hoạt động và được sáp nhập vào EPP. Tháng 4 năm 2008, EPP được công nhận là liên minh khu vực của IDU.